# Палёнис, Маркус
Маркус Палёнис (лит. Markus Palionis; род. 12 мая 1987, Каунас) — литовский футболист, защитник; тренер.

## Биография
Родился в 1987 году в Каунасе под именем Миндаугас Палёнис. У его матери были немецкие корни. Когда ему было 8 лет, семья переехала в Германию, где он и начал заниматься футболом. Родители изменили имя сына на Маркус во время обучения в школе, поскольку старое имя было слишком сложным и его часто коверкали.

### Клубная карьера
Занимался футболом в школах ТСФ «Фрайлассинг», «Бад-Райхенхалль» и в системе мюнхенской «Баварии». В 2004 году перешёл в молодёжную команду клуба «Ваккер» (Бургхаузен). Взрослую карьеру начал в сезоне 2005/06, выступая за фарм-клуб «Ваккера» в четвёртой по значимости лиге. За основной состав «Ваккера» дебютировал 11 августа 2006 года в матче Второй Бундеслиги против «Карлсруэ», в котором вышел на замену на 79-й минуте вместо Даниэля Розина. После вылета команды из Второй Бундеслиги, отыграл сезон в Регионаллиге (D3). В 2008 году перешёл в дрезденское «Динамо», где провёл два сезона в новосозданной Третьей Бундеслиге. В 2010 году подписал контракт с «Падерборн 07». В клубе провёл 4 года, однако в основном выполнял роль игрока ротации. В сезоне 2013/14, в котором «Падерборн» добился выхода в высшую лигу, Палионис и вовсе не сыграл за основную команду ни одного матча. В октябре 2014 года в качестве свободного агента перешёл в клуб Третьей Бундеслиги «Ян Регенсбург». В 2021 году объявил о завершении профессиональной карьеры, однако продолжил играть за вторую команду «Яна», также вошёл в тренерский штаб клуба.

### Карьера в сборной
За основную сборную Литвы дебютировал 19 ноября 2008 года в товарищеском матче со сборной Молдавии, в котором вышел на замену после перерыва. Затем долгое время не вызывался в сборную и свой второй матч за национальную команду провёл лишь в марте 2013 года. Вновь вернулся в сборную в 2019 году и в 2019—2020 годах был регулярным игроком сборной. Всего в 2008—2020 годах сыграл 14 матчей.